# Comesperma oblongatum
Comesperma oblongatum là một loài thực vật có hoa trong họ Polygalaceae. Loài này được (R.Br. ex Benth.) Pedley mô tả khoa học đầu tiên năm 1984.